# خانه شیشه‌ای
خانهٔ شیشه‌ای (به انگلیسی: Glass house) یا خانهٔ جانسون (به انگلیسی: Johnson house) یک خانه‌موزه واقع در پانوس‌ریج نیو کینن، کنتیکت است. این خانه را فیلیپ جانسون طراحی کرده‌است.